# Guglielmina Cristiana di Sassonia-Weimar
Guglielmina Cristiana di Sassonia-Weimar (Weimar, 26 novembre 1658 – Sondershausen, 30 giugno 1712) è stata una nobile tedesca.

## Biografia
Era figlia di Giovanni Ernesto II di Sassonia-Weimar e di Cristina Elisabetta di Schleswig-Holstein-Sonderburg-Franzhagen.
Sposò a Sondershausen il 25 settembre 1684 Cristiano Guglielmo di Schwarzburg-Sondershausen.
Cristiano era rimasto vedovo il 2 maggio 1684 della prima moglie Antonia Sibilla di Barby-Mühlingen da cui aveva avuto sette figli. Guglielmina diede alla luce otto figli:
- Giovanna Augusta (Sondershausen, 17 settembre 1686-Sondershausen, 3 marzo 1703)
- Cristina Guglielmina (19 febbraio 1688-Sondershausen, 20 marzo 1749);
- Enrico XXXV (Sondershausen, 8 novembre 1689-Francoforte, 6 novembre 1758);
- Augusto Gustavo I (Sondershausen 27 aprile 1691-Ebeleben 27 ottobre 1750), sposò Carlotta Anhalt-Bernburg;
- Enrichetta Ernestina (Sondershausen, 20 luglio 1692-Sondershausen, 11 novembre 1759)
- Rodolfo (Sondershausen, 21 agosto 1695-Sondershausen, 22 dicembre 1749);
- Guglielmo (Sondershausen, 3 maggio 1699-Arnstadt, 19 marzo 1762);
- Cristiano (Sondershausen, 27 luglio 1700-Sondershausen, 28 settembre 1749), sposò Sofia di Anhalt-Bernburg-Hoym.

## Ascendenza
|                                                         |                                                 |                                                   | Genitori                                            |  |  | Nonni |  |  | Bisnonni                       |  |  | Trisnonni                                 |  |
|                                                         |                                                 |                                                   |                                                     |  |  |       |  |  | 8. Giovanni di Sassonia-Weimar |  |  | 16. Giovanni Guglielmo di Sassonia-Weimar |  |
|                                                         |                                                 |                                                   |                                                     |  |  |       |  |  | 8. Giovanni di Sassonia-Weimar |  |  | 16. Giovanni Guglielmo di Sassonia-Weimar |  |
|                                                         |                                                 | 17. Dorotea Susanna di Wittelsbach-Simmern        |                                                     |  |  |       |  |  | 8. Giovanni di Sassonia-Weimar |  |  |                                           |  |
| 4. Guglielmo di Sassonia-Weimar                         |                                                 |                                                   |                                                     |  |  |       |  |  | 8. Giovanni di Sassonia-Weimar |  |  |                                           |  |
|                                                         |                                                 | 9. Dorotea Maria di Anhalt                        | 18. Gioacchino Ernesto di Anhalt                    |  |  |       |  |  |                                |  |  |                                           |  |
|                                                         |                                                 | 9. Dorotea Maria di Anhalt                        | 18. Gioacchino Ernesto di Anhalt                    |  |  |       |  |  |                                |  |  |                                           |  |
|                                                         |                                                 | 9. Dorotea Maria di Anhalt                        | 19. Eleonora di Württemberg                         |  |  |       |  |  |                                |  |  |                                           |  |
| 2. Giovanni Ernesto II di Sassonia-Weimar               |                                                 | 9. Dorotea Maria di Anhalt                        |                                                     |  |  |       |  |  |                                |  |  |                                           |  |
|                                                         |                                                 | 10. Giovanni Giorgio I di Anhalt-Dessau           | 20. Gioacchino Ernesto di Anhalt                    |  |  |       |  |  |                                |  |  |                                           |  |
|                                                         |                                                 | 10. Giovanni Giorgio I di Anhalt-Dessau           | 20. Gioacchino Ernesto di Anhalt                    |  |  |       |  |  |                                |  |  |                                           |  |
|                                                         |                                                 | 10. Giovanni Giorgio I di Anhalt-Dessau           | 21. Agnese di Barby-Mühlingen                       |  |  |       |  |  |                                |  |  |                                           |  |
| 5. Eleonora Dorotea di Anhalt-Dessau                    |                                                 | 10. Giovanni Giorgio I di Anhalt-Dessau           |                                                     |  |  |       |  |  |                                |  |  |                                           |  |
|                                                         |                                                 | 11. Dorotea del Palatinato-Simmern                | 22. Giovanni Casimiro del Palatinato-Simmern        |  |  |       |  |  |                                |  |  |                                           |  |
|                                                         |                                                 | 11. Dorotea del Palatinato-Simmern                | 22. Giovanni Casimiro del Palatinato-Simmern        |  |  |       |  |  |                                |  |  |                                           |  |
|                                                         |                                                 | 11. Dorotea del Palatinato-Simmern                | 23. Elisabetta di Sassonia                          |  |  |       |  |  |                                |  |  |                                           |  |
| 1. Guglielmina Cristiana di Sassonia-Weimar             |                                                 | 11. Dorotea del Palatinato-Simmern                |                                                     |  |  |       |  |  |                                |  |  |                                           |  |
|                                                         | 12. Alessandro di Schleswig-Holstein-Sonderburg | 24. Giovanni di Schleswig-Holstein-Sonderburg     |                                                     |  |  |       |  |  |                                |  |  |                                           |  |
|                                                         | 12. Alessandro di Schleswig-Holstein-Sonderburg | 24. Giovanni di Schleswig-Holstein-Sonderburg     |                                                     |  |  |       |  |  |                                |  |  |                                           |  |
|                                                         | 12. Alessandro di Schleswig-Holstein-Sonderburg | 25. Elisabetta di Brunswick-Grubenhagen           |                                                     |  |  |       |  |  |                                |  |  |                                           |  |
| 6. Giovanni Cristiano di Schleswig-Holstein-Sonderburg  | 12. Alessandro di Schleswig-Holstein-Sonderburg |                                                   |                                                     |  |  |       |  |  |                                |  |  |                                           |  |
|                                                         |                                                 | 13. Dorotea di Schwarzburg-Sondershausen          | 26. Giovanni Günther I di Schwarzburg-Sondershausen |  |  |       |  |  |                                |  |  |                                           |  |
|                                                         |                                                 | 13. Dorotea di Schwarzburg-Sondershausen          | 26. Giovanni Günther I di Schwarzburg-Sondershausen |  |  |       |  |  |                                |  |  |                                           |  |
|                                                         |                                                 | 13. Dorotea di Schwarzburg-Sondershausen          | 27. Anna di Oldenburg-Delmenhorst                   |  |  |       |  |  |                                |  |  |                                           |  |
| 3. Cristina Elisabetta di Schleswig-Holstein-Sonderburg |                                                 | 13. Dorotea di Schwarzburg-Sondershausen          |                                                     |  |  |       |  |  |                                |  |  |                                           |  |
|                                                         |                                                 | 14. Antonio II di Oldenburg-Delmenhorst           | 28. Antonio I di Oldenburg-Delmenhorst              |  |  |       |  |  |                                |  |  |                                           |  |
|                                                         |                                                 | 14. Antonio II di Oldenburg-Delmenhorst           | 28. Antonio I di Oldenburg-Delmenhorst              |  |  |       |  |  |                                |  |  |                                           |  |
|                                                         |                                                 | 14. Antonio II di Oldenburg-Delmenhorst           | 29. Sofia di Sassonia-Lauenburg                     |  |  |       |  |  |                                |  |  |                                           |  |
| 7. Anna di Oldenburg-Delmenhorst                        |                                                 | 14. Antonio II di Oldenburg-Delmenhorst           |                                                     |  |  |       |  |  |                                |  |  |                                           |  |
|                                                         |                                                 | 15. Sibilla Elisabetta di Braunschweig-Dannenberg | 30. Enrico III di Brunswick-Lüneburg                |  |  |       |  |  |                                |  |  |                                           |  |
|                                                         |                                                 | 15. Sibilla Elisabetta di Braunschweig-Dannenberg | 30. Enrico III di Brunswick-Lüneburg                |  |  |       |  |  |                                |  |  |                                           |  |
|                                                         |                                                 | 15. Sibilla Elisabetta di Braunschweig-Dannenberg | 31. Ursula di Sassonia-Lauenburg                    |  |  |       |  |  |                                |  |  |                                           |  |
|                                                         |                                                 | 15. Sibilla Elisabetta di Braunschweig-Dannenberg |                                                     |  |  |       |  |  |                                |  |  |                                           |  |